# موریس لوبلان
موریس لوبلان (به فرانسوی: Maurice Leblanc) رمان‌نویس قرن نوزدهم و بیستم میلادی اهل فرانسه و خالق شخصیت آرسن لوپن است.
ژرژت لوبلان خواهر وی بود.